# 긴다이치 렌주로
긴다이치 렌주로(일본어: 金田一 蓮十郎 킨다이치 렌주로[*], 1980년 9월 21일 ~ )는 일본 여성 만화가, 일러스트레이터이다.

## 경력
고등학교 재학중이던 1996년, 〈정글은 언제나 맑은 뒤 흐림〉으로 제3회 에닉스 21세기 만화 대상에서 준 대상을 수상, 《월간 소년 간간》 1996년 8호에 게재되어 만 16세에 프로 만화가로 데뷔했다. 이듬해 1997년부터 《월간 소년 간간》에서 《정글은 언제나 맑은 뒤 흐림》을 연재하기 시작했다. 2001년에는 해당 작품이 텔레비전 애니메이션화되어 히트했다.
2002년부터는 소년 잡지 외에도 여성 잡지, 청소년 잡지, GL 잡지 등에서도 연재하게 됐다.

## 작품

### 완결
- 《정글은 언제나 맑은 뒤 흐림》(ジャングルはいつもハレのちグゥ) 학산문화사: 《월간 소년 간간》 1997년 4호 ~ 2003년 1월호
  - 《하레구우》(ハレグゥ) 학산문화사: 《월간 소년 간간》 2003년 2월호 ~ 2009년 10월호
- 《치킨파티》(チキンパーティー): 《월간 프린세스》 2002년 1월호 ~ 2006년 6월호
- 《그=그녀》(ニコイチ) 학산문화사: 《영 간간》 2004년 창간호 ~ 2012년 3호
- 《라이어 라이어》(ライアー×ライアー) 학산문화사

### 연재중
- 《아스트로베리》(アストロベリー) 삼양출판사: 《월간 소년 개그왕》(刊少年GagOh!) → 《코믹 바운드》(コミックバウンド) → 《간간 파워드》(ンガンPOWERED) → 《간간 YG》(ガンガンYG) → 《증간 영 간간》(増刊ヤングガンガン) → 《증간 영 간간 빅》(増刊ヤングガンガンビッグ) 1999년 ~
- 《라라라》(ラララ) 학산문화사: 《영 간간》 2012년 24호 ~